# Zuidoost-Duits voetbalkampioenschap 1930/31
In 1930/31 werd het twintigste voetbalkampioenschap gespeeld dat georganiseerd werd door de Zuidoost-Duitse voetbalbond. 
Net als vorig jaar werd de verdeling van de groependoor de voetbalbond bepaald. De clubs van de drie sterkste competities (Breslau/Midden-Silezië, Neder-Lausitz en Opper-Silezië) werden in groep A ingedeeld en deze clubs speelden voor de Zuidoost-Duitse titel. De clubs uit Bergland, Neder-Silezië en Opper-Lausitz werden in groep B ingedeeld, waarvan de winnaar wel nog kans maakte op een ticket voor de eindronde om de Duitse landstitel. Beuthener SuSV 09 werd kampioen en plaatste zich voor de eindronde om de Duitse landstitel. De club verloor in de eerste ronde van Hamburger SV. VfB Liegnitz plaatste zich ook en verloor van TeBe Berlin. 
Voor het eerst sinds 1921 was de kampioen van Breslau rechtstreeks geplaatst en moesten ze niet meer langs de Midden-Silezische eindronde. De kampioen van die eindronde, Reichsbahn SV Schlesien Oels nam niet deel aan de Zuidoost-Duitse eindronde.

## Deelnemers aan de eindronde
| Club                   | Gekwalificeerd als             |
| ---------------------- | ------------------------------ |
| Waldenburger SV 09     | Kampioen van Bergland          |
| Breslauer SC 08        | Kampioen van Breslau           |
| FC Viktoria Forst      | Kampioen van Neder-Lausitz     |
| VfB Liegnitz           | Kampioen van Neder-Silezië     |
| Gelb-Weiß Görlitz      | Kampioen van Opper-Lausitz     |
| SC Preußen Hindenburg  | Kampioen van Opper-Silezië     |
| VfB Langenbielau       | Vicekampioen van Bergland      |
| Breslauer FV 06        | Vicekampioen van Breslau       |
| Cottbuser FV 1898      | Vicekampioen van Neder-Lausitz |
| SC Preußen 1911 Glogau | Kampioen van Neder-Silezië     |
| STC Görlitz            | Vicekampioen van Opper-Lausitz |
| Beuthener SuSV 09      | Vicekampioen van Opper-Silezië |

## Eindronde

### Groep A
| Plaats | Club                  | Wed. | W | G | V | Saldo | Ptn. |
| ------ | --------------------- | ---- | - | - | - | ----- | ---- |
| 1.     | Beuthener SuSV 09     | 9    | 5 | 2 | 2 | 27:13 | 12:6 |
| 2.     | Breslauer FV 06       | 10   | 4 | 3 | 3 | 23:22 | 11:9 |
| 3.     | Breslauer SC 08       | 10   | 4 | 3 | 3 | 14:15 | 11:9 |
| 4.     | SC Preußen Hindenburg | 10   | 3 | 3 | 4 | 24:16 | 9:11 |
| 5.     | Cottbuser FV 1898     | 10   | 3 | 2 | 5 | 10:26 | 8:12 |
| 6.     | FC Viktoria Forst     | 9    | 3 | 1 | 5 | 18:24 | 7:11 |

De wedstrijd Beuthen - Forst werd niet gespeeld.
|  | Kampioen, geplaatst voor de nationale eindronde |
|  | Play-off tweede plaats                          |

Play-off
|               |                 |       |                 |                             |
| 12 april 1931 | Breslauer FV 06 | 6 - 3 | Breslauer SC 08 | Sportplatz Südpark, Breslau |
| 12 april 1931 |                 |       |                 | Sportplatz Südpark, Breslau |

### Groep B
| Plaats | Club                   | Wed. | W | G | V | Saldo | Ptn. |
| ------ | ---------------------- | ---- | - | - | - | ----- | ---- |
| 1.     | VfB Liegnitz           | 10   | 9 | 0 | 1 | 46:13 | 18:2 |
| 2.     | Gelb-Weiß Görlitz      | 10   | 8 | 0 | 2 | 33:24 | 16:4 |
| 3.     | STC Görlitz            | 10   | 4 | 0 | 5 | 29:24 | 8:12 |
| 4.     | VfB Langenbielau       | 10   | 4 | 0 | 6 | 27:38 | 8:12 |
| 5.     | SC Preußen 1911 Glogau | 10   | 3 | 0 | 6 | 17:36 | 6:14 |
| 6.     | Waldenburger SV 09     | 10   | 1 | 0 | 9 | 21:38 | 2:18 |

|  | Play-off tweede ticket nationale eindronde |

### Tweede ticket Duitse eindronde
Heen
|               |                 |       |              |         |
| 26 april 1931 | Breslauer FV 06 | 3 - 2 | VfB Liegnitz | Breslau |
| 26 april 1931 |                 |       |              | Breslau |

Terug
|            |              |       |                 |          |
| 3 mei 1931 | VfB Liegnitz | 1 - 0 | Breslauer FV 06 | Liegnitz |
| 3 mei 1931 |              |       |                 | Liegnitz |

Het doelsaldo telde niet en er zou een derde wedstrijd komen op 6 mei in Breslau, waartegen VfB Liegnitz protesteerde. Hierdoor werd er beslist via kop of munt, waarbij VfB aan het langste eind trok.